# 福井県の灯台一覧
福井県の灯台一覧（ふくいけんのとうだいいちらん）は、福井県にある灯台及び、照射灯、灯標、等の光波標識をまとめた一覧である。

## 灯台
- 高浜城山灯台 福井県大飯郡高浜町（高浜城山）
- 若狭高浜港島堤灯台 福井県大飯郡高浜町（高浜港島堤）
- 赤礁埼灯台 福井県大飯郡おおい町（赤礁埼）
- 田烏港明神鼻灯台 福井県小浜市（明神鼻）
- 鋸埼灯台 福井県大飯郡おおい町（鋸埼）
- 押廻埼灯台 福井県大飯郡高浜町（押廻埼）
- 常神岬灯台 福井県三方上中郡若狭町（常神岬）
- 舟通埼灯台 福井県三方郡美浜町（舟通埼）
- 立石岬灯台 福井県敦賀市（立石岬）
- 干飯埼灯台 福井県丹生郡越前町（干飯埼）
- 越前岬灯台 福井県丹生郡越前町（越前岬）
- 鷹巣港灯台 福井県福井市（鷹巣港平島）
- 雄島灯台 福井県坂井市（雄島）

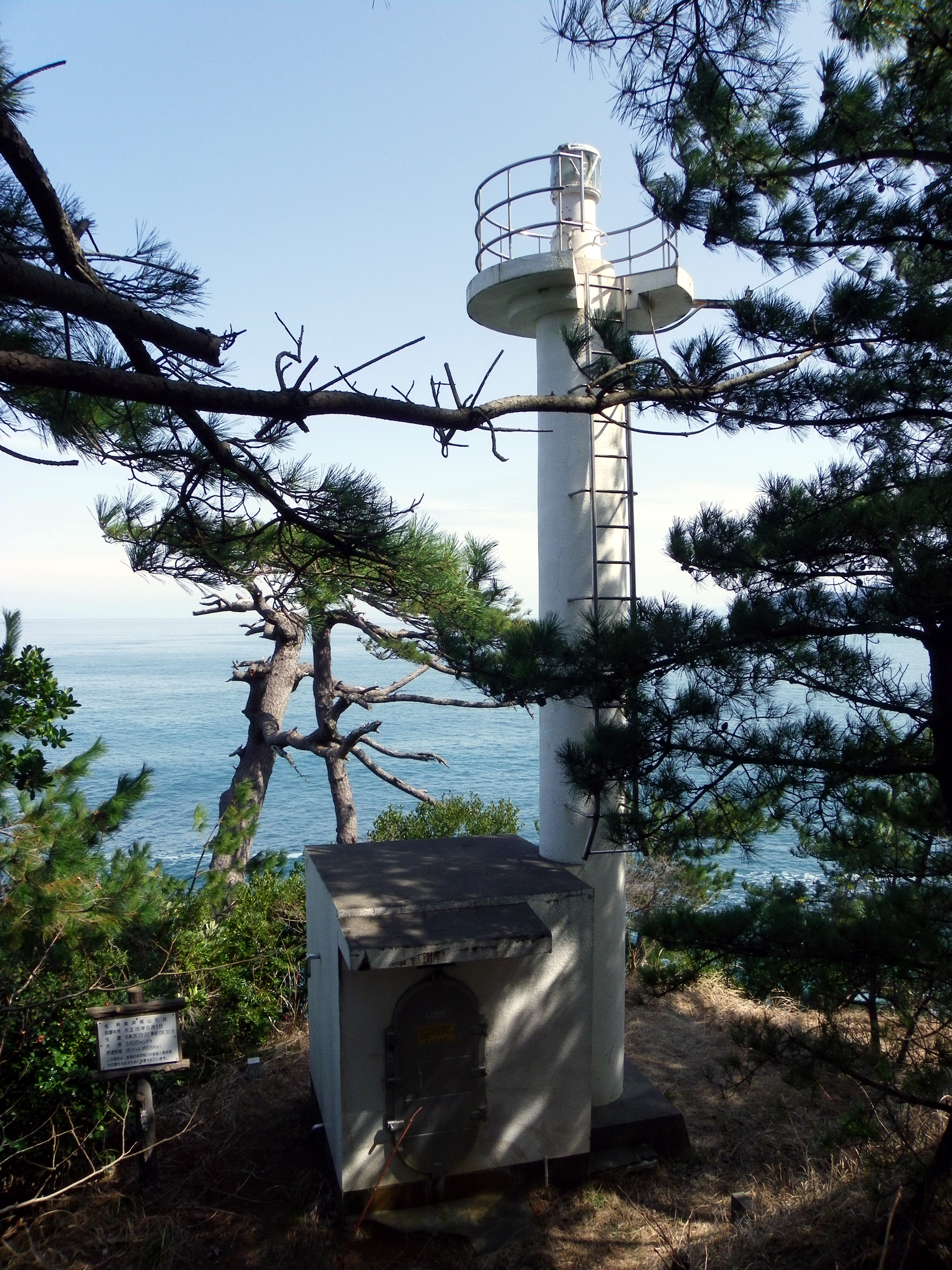
高浜城山灯台
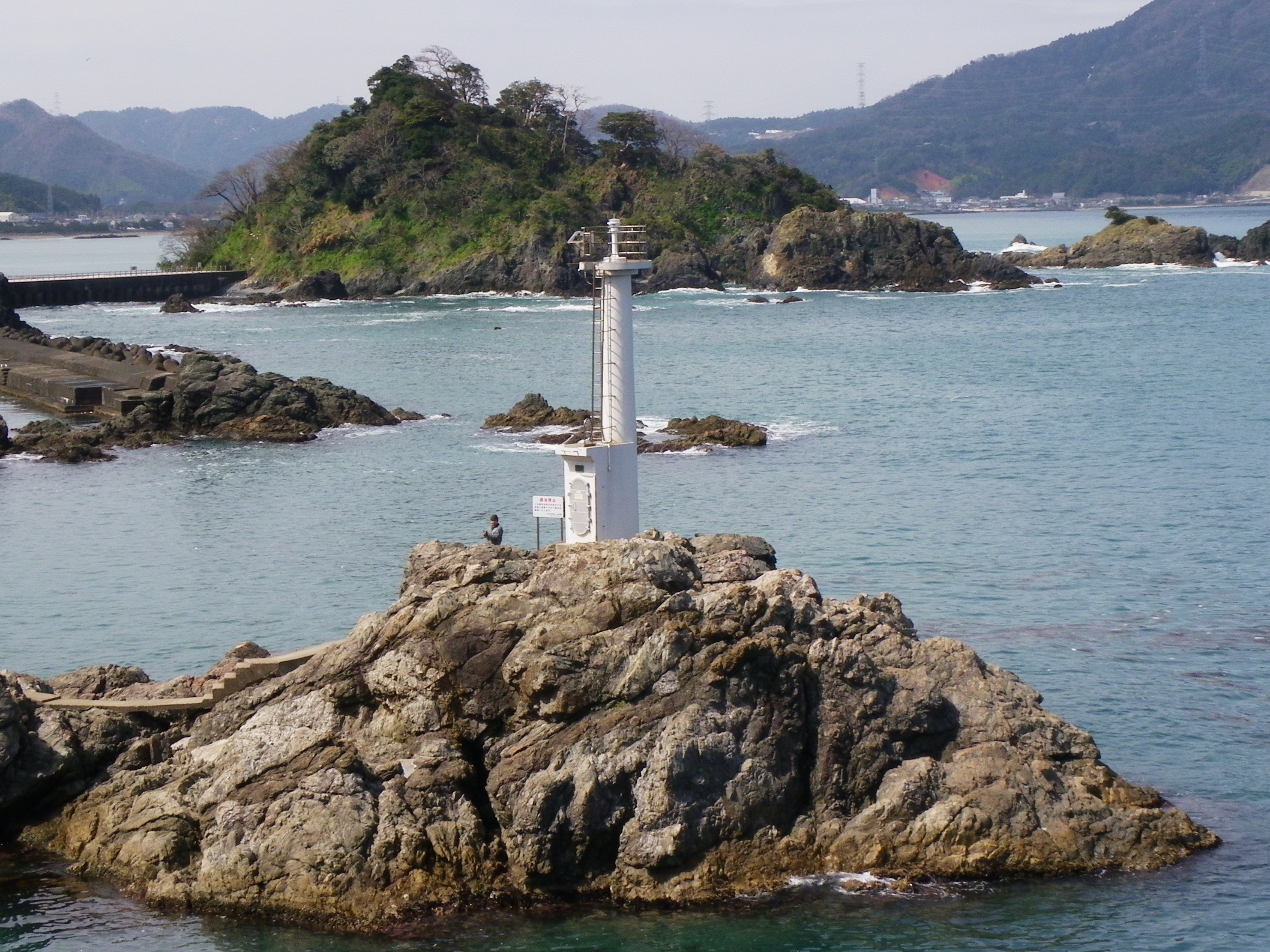
若狭高浜港島堤灯台
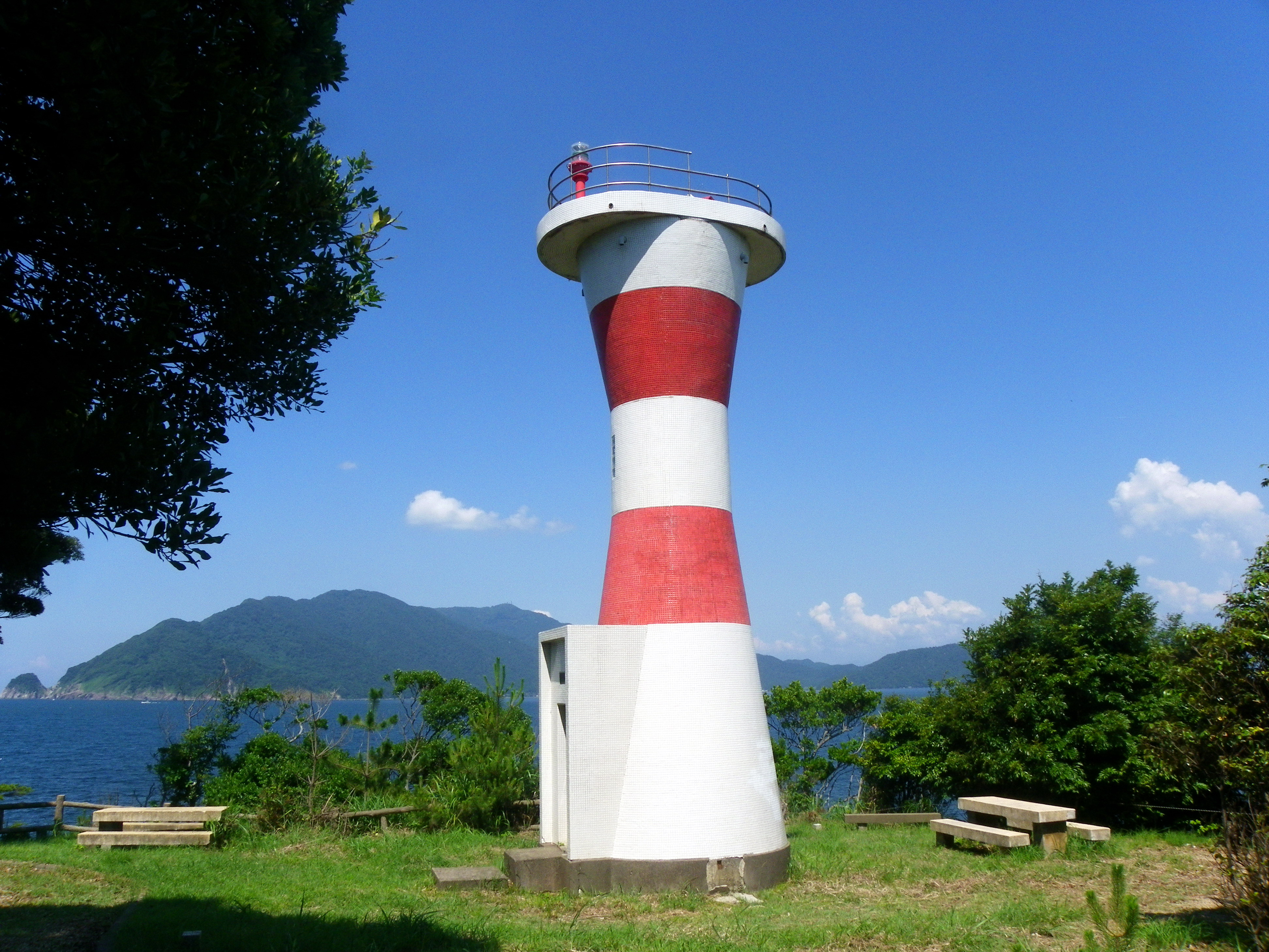
赤礁埼灯台
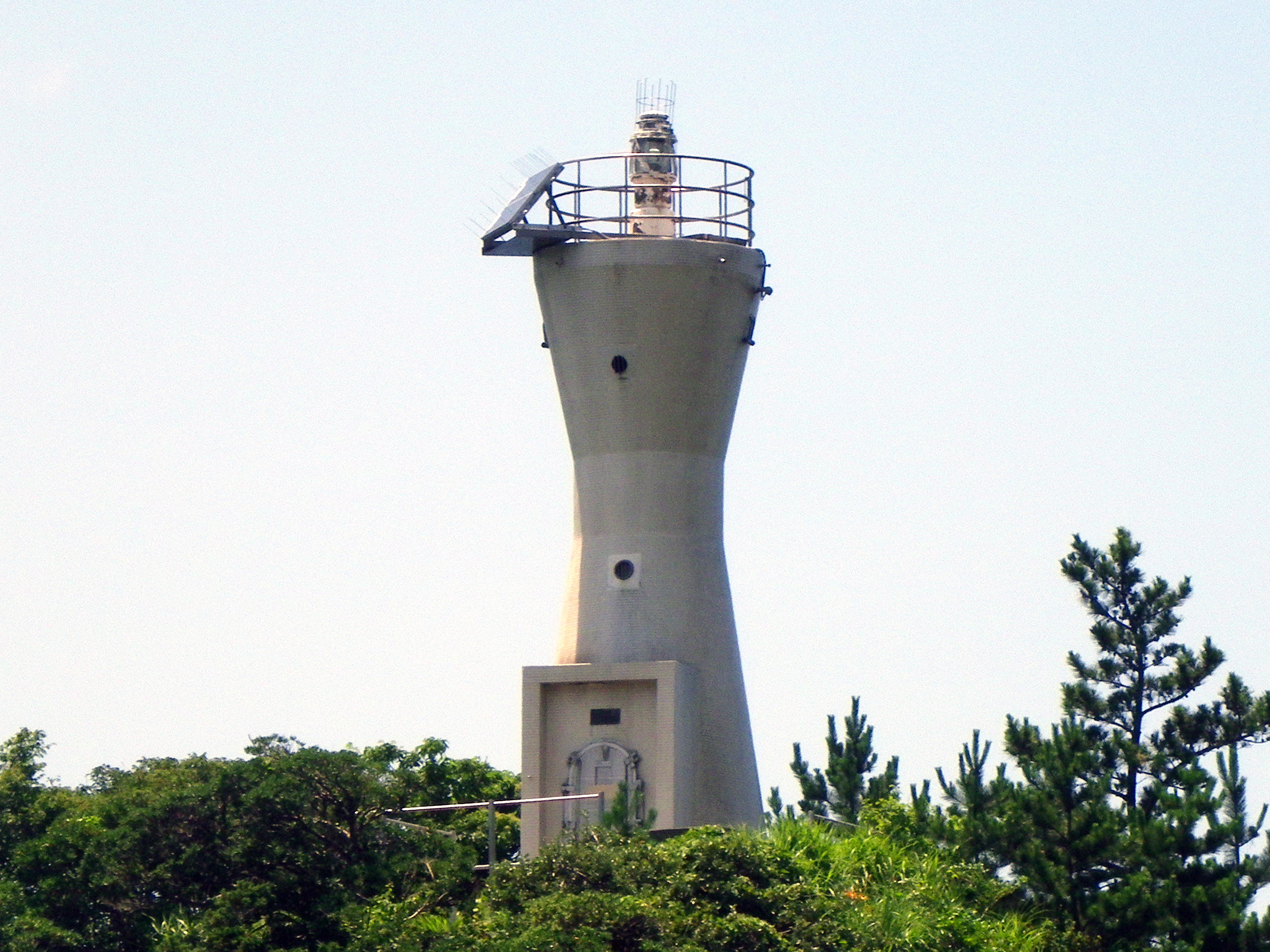
田烏港明神鼻灯台
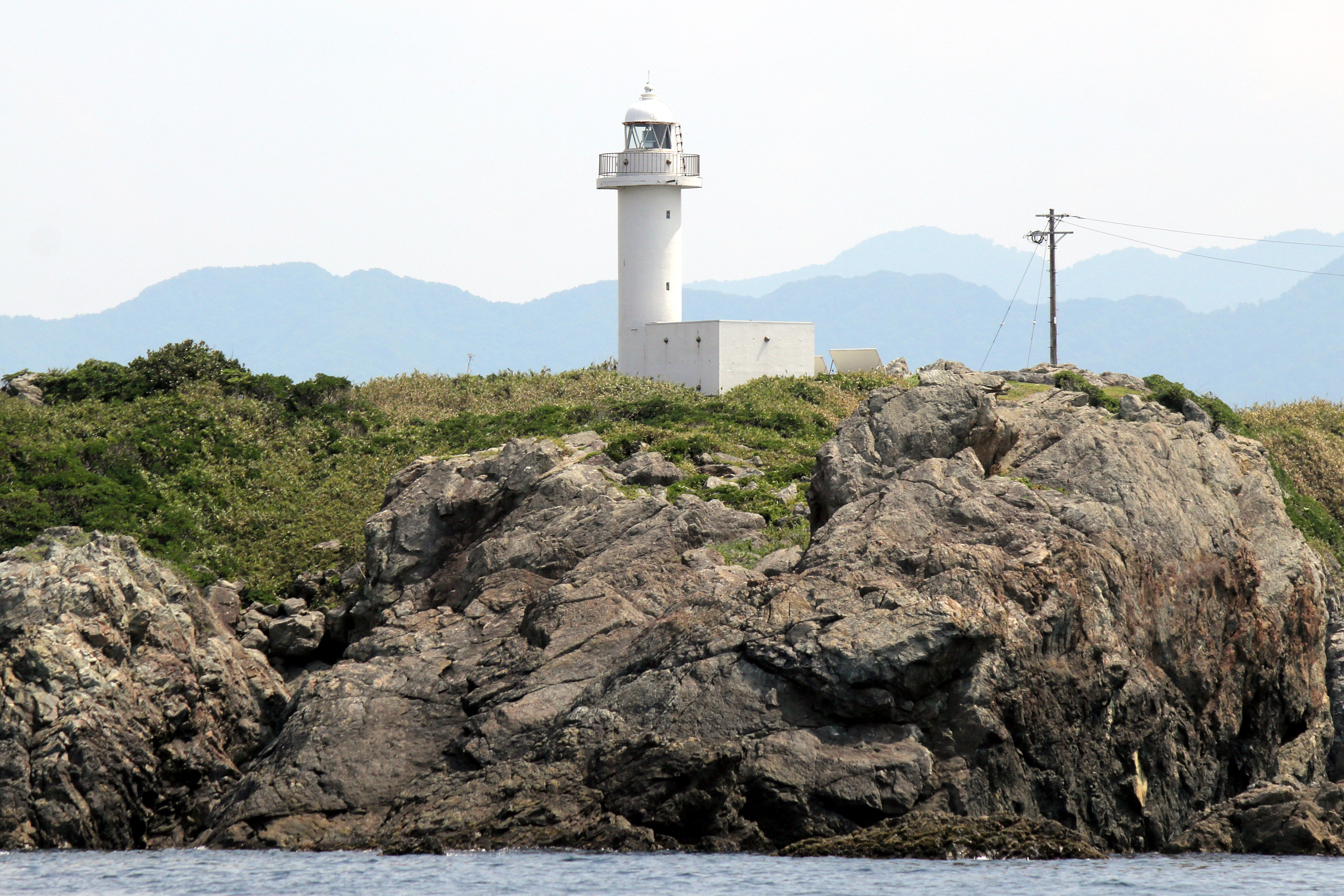
鋸埼灯台
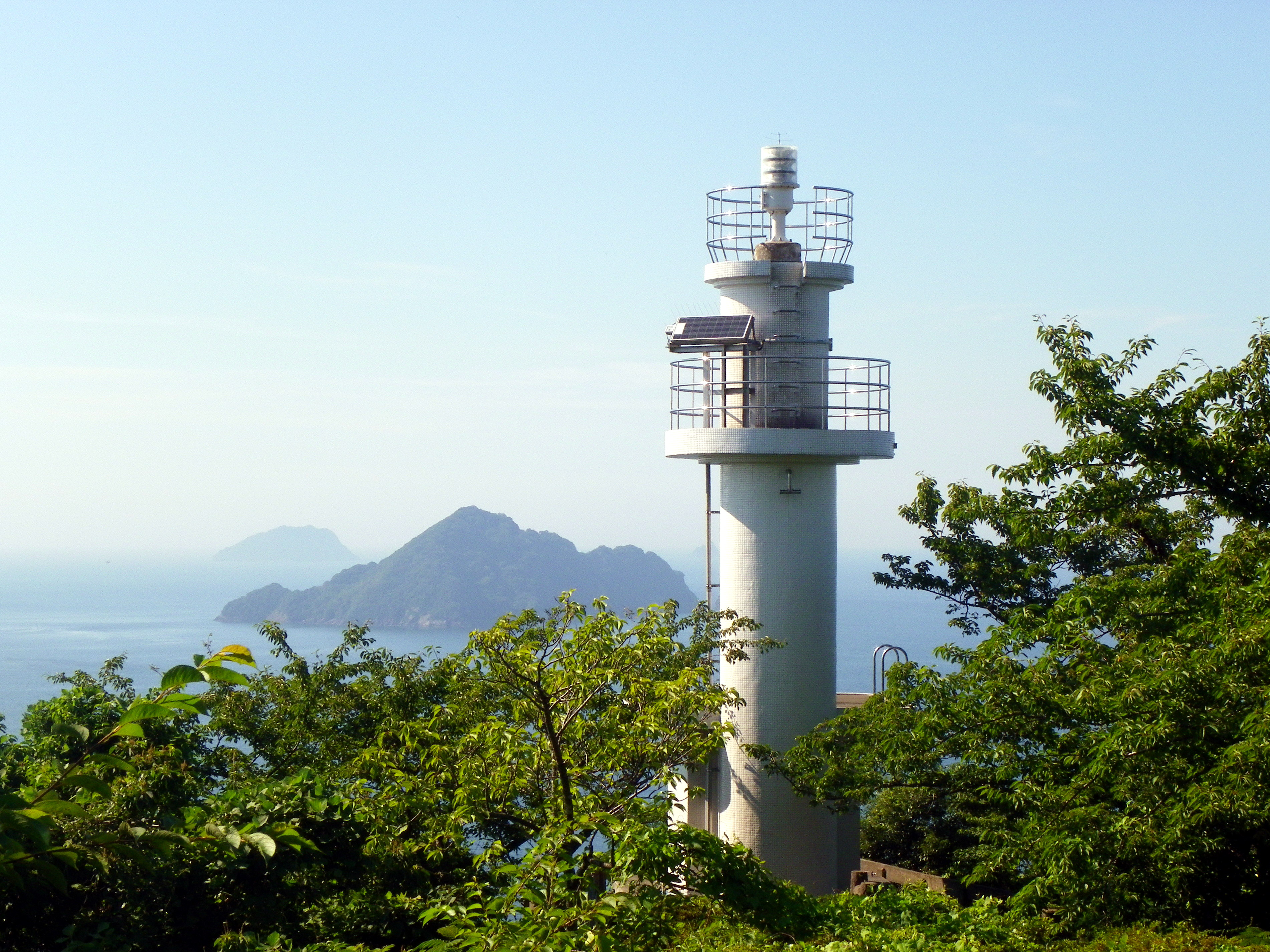
押廻埼灯台
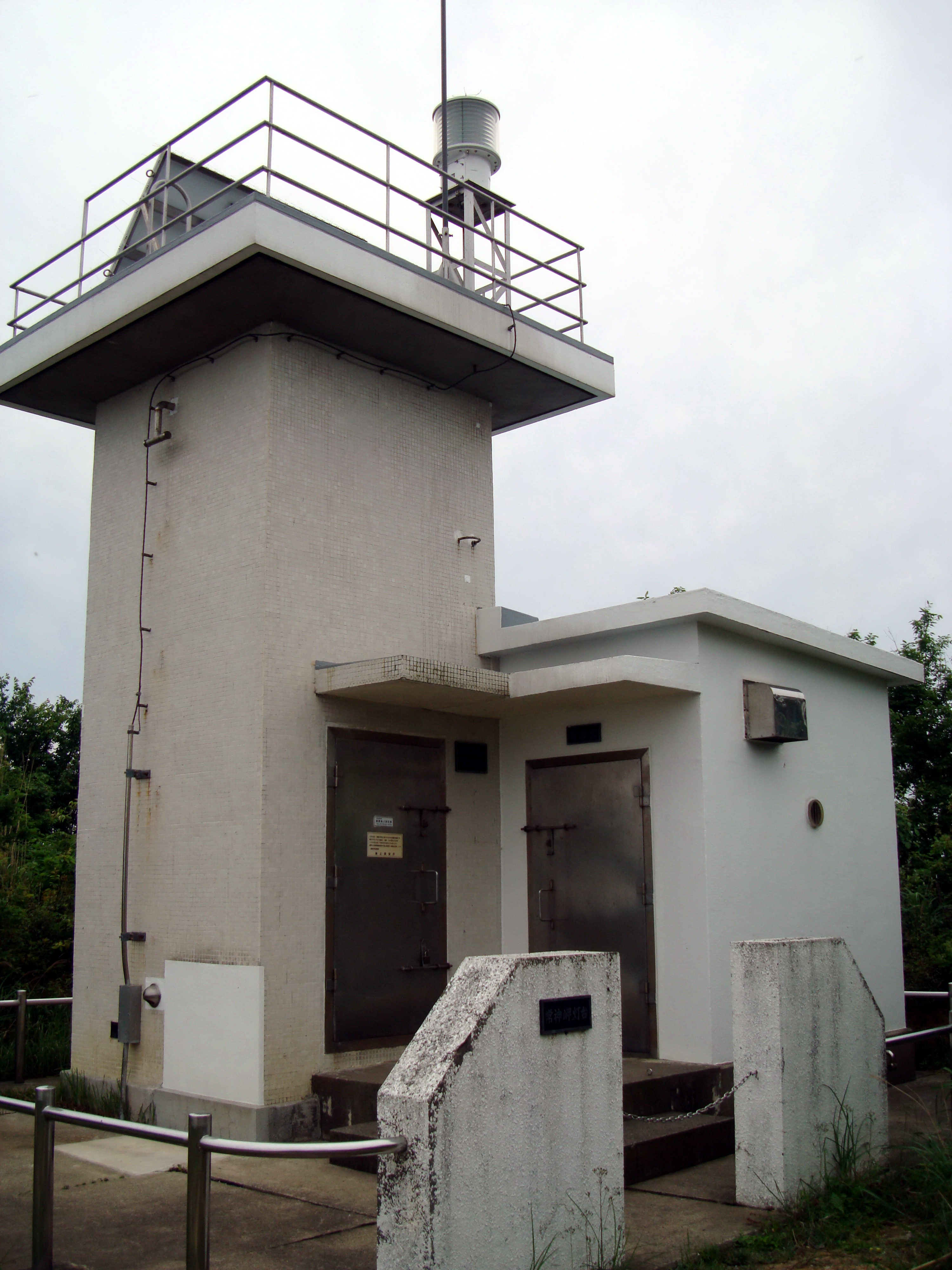
常神岬灯台
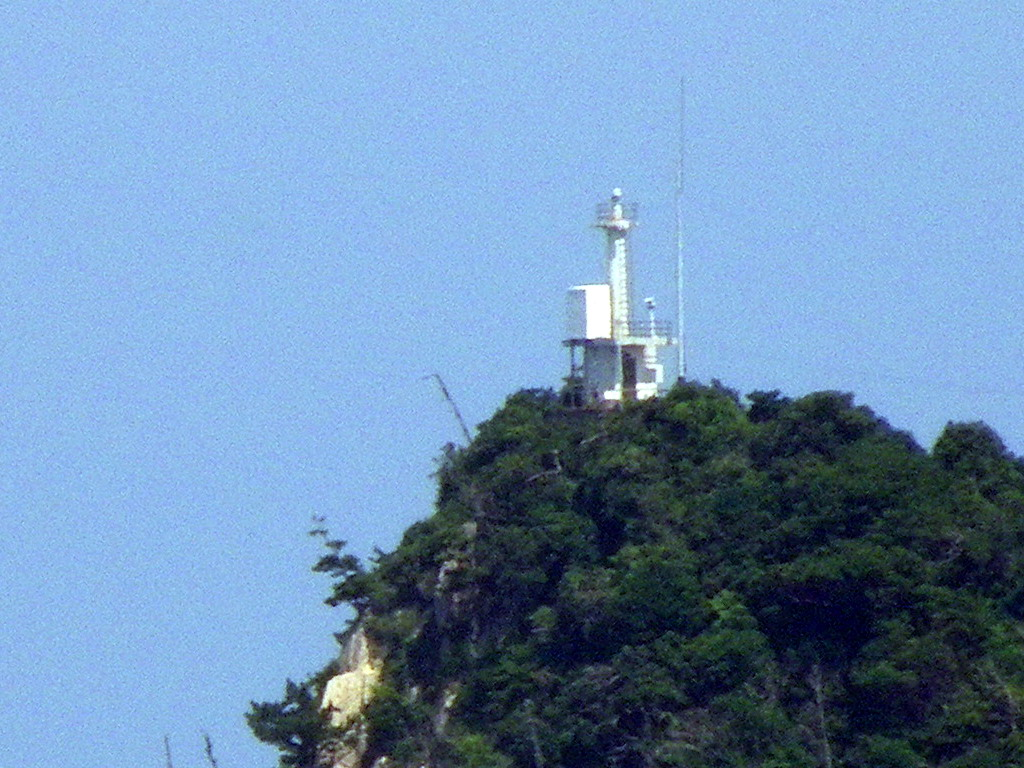
舟通埼灯台
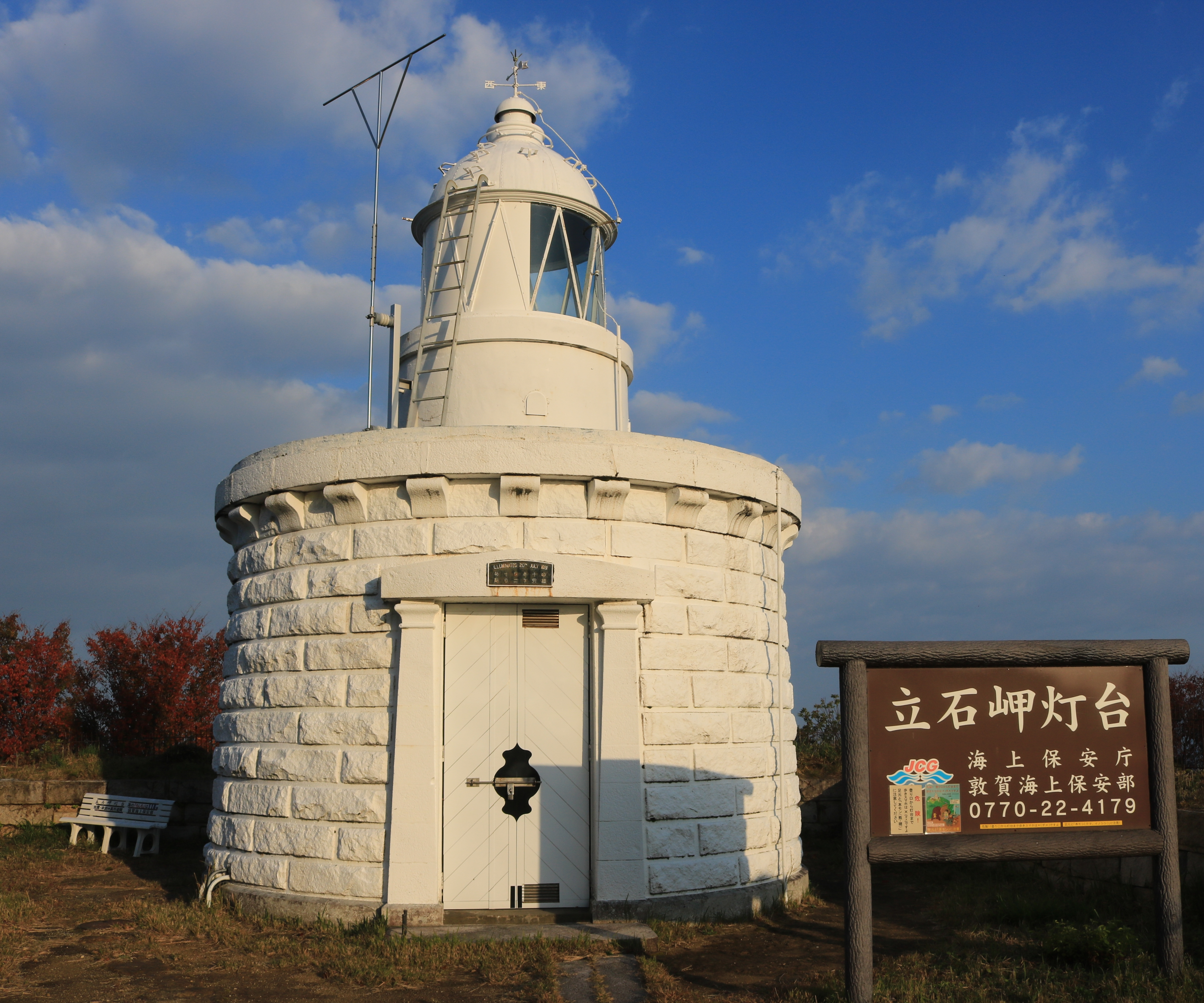
立石岬灯台
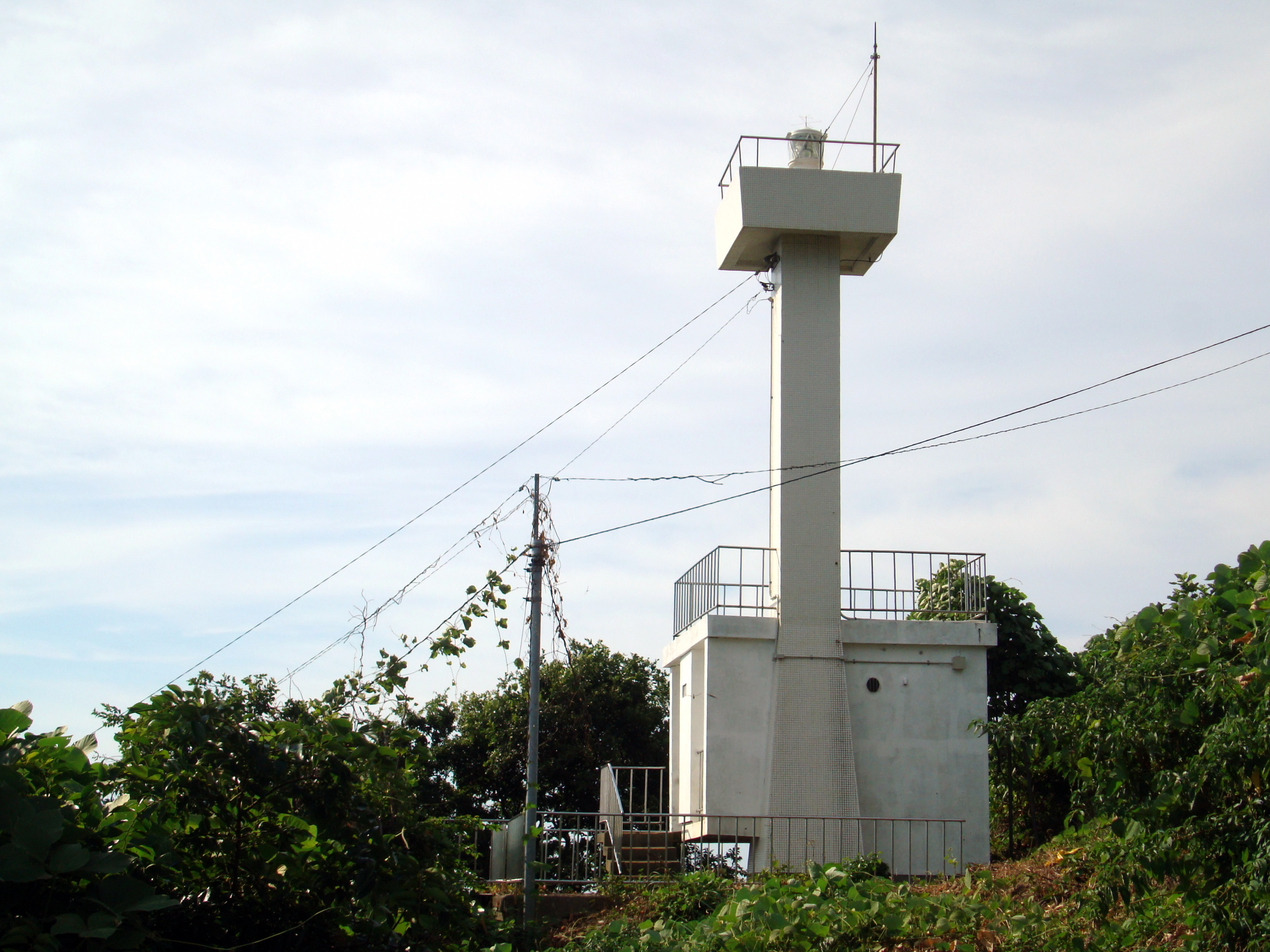
干飯埼灯台
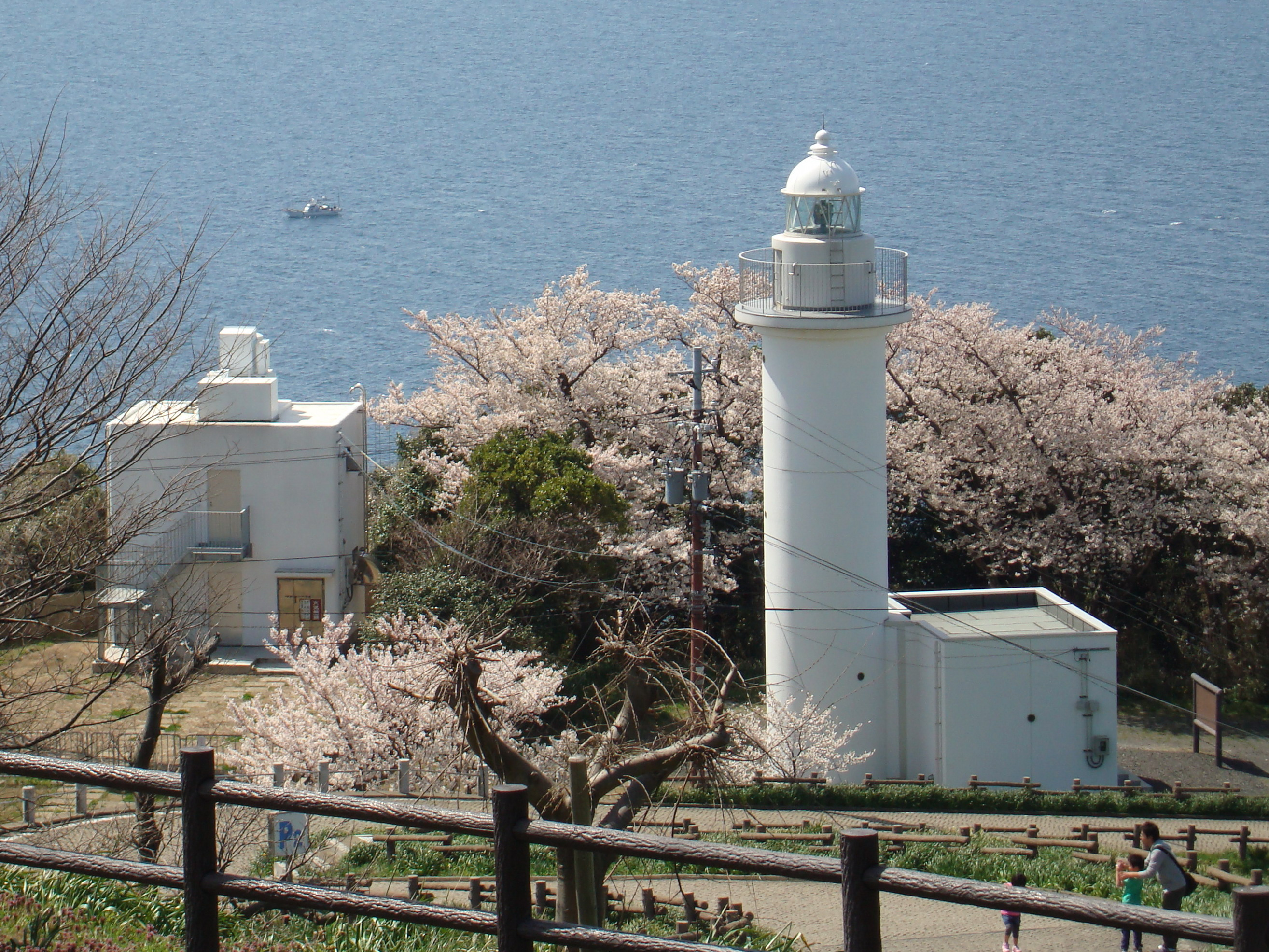
越前岬灯台
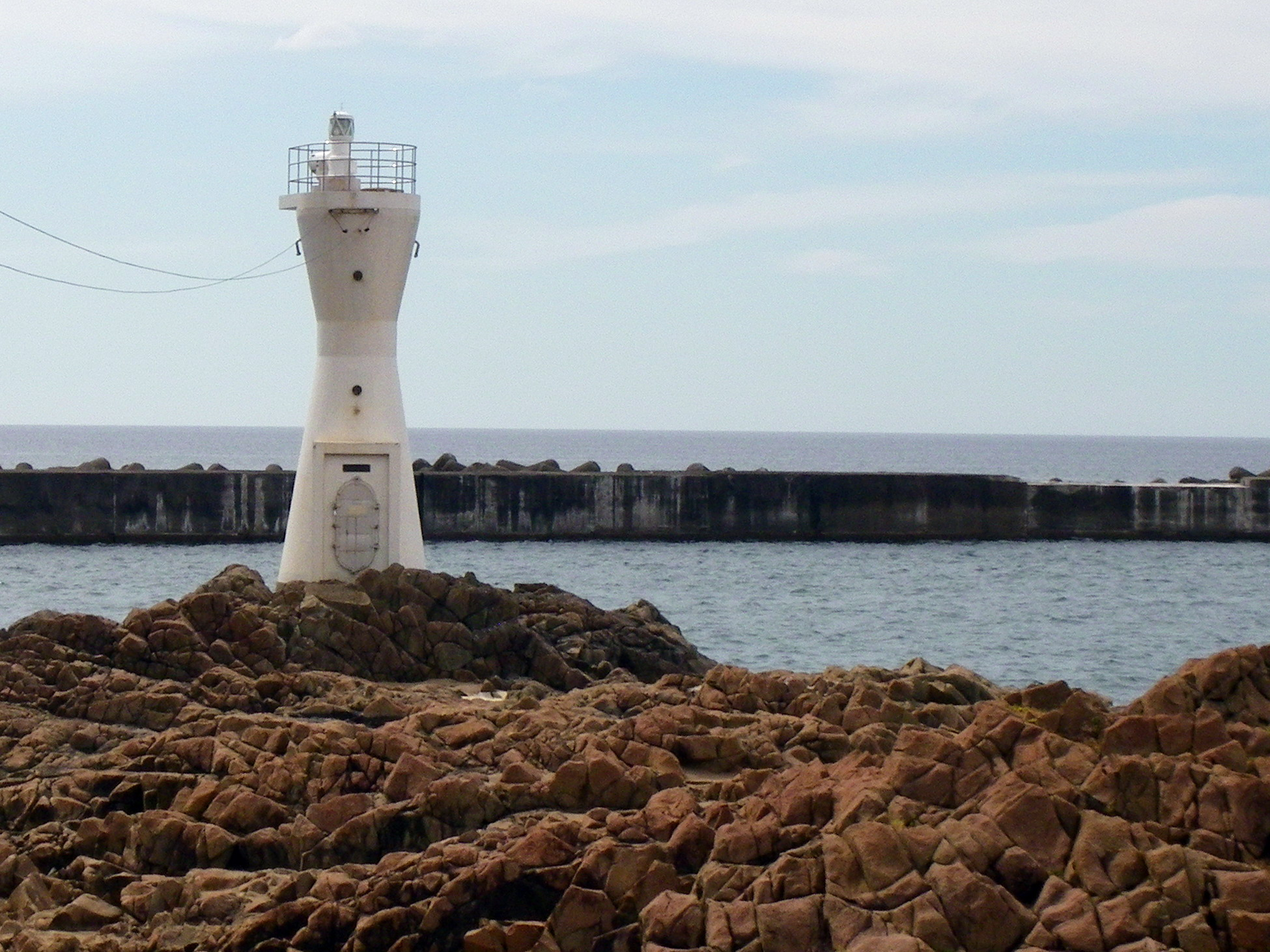
鷹巣港灯台
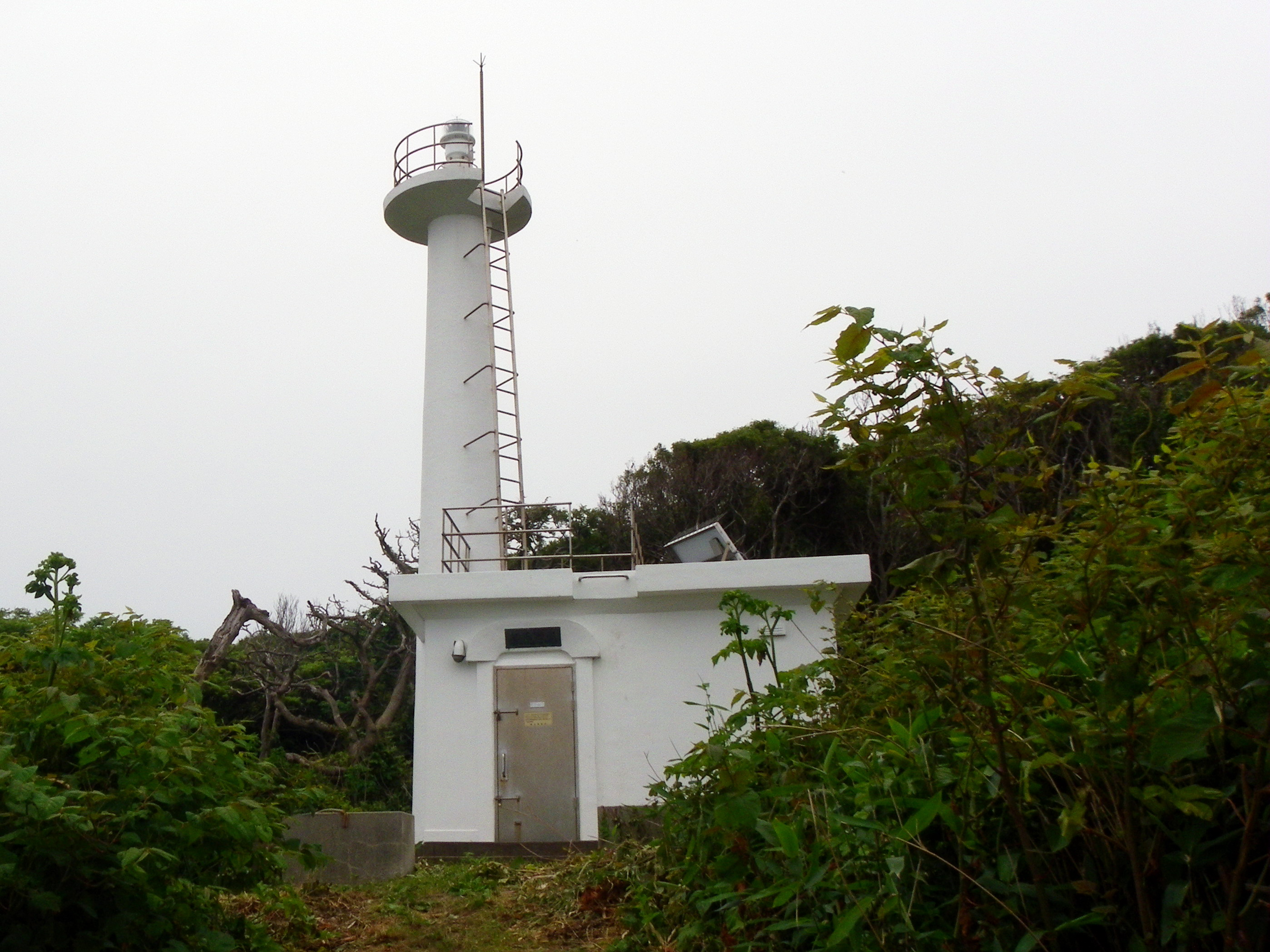
雄島灯台

## 防波堤灯台
- 和田港北防波堤灯台 福井県和田港（北防波堤外端）
- 和田港マリーナ第一防波堤灯台 福井県大飯郡高浜町（マリーナ第一防波堤外端）
- 小浜港沖防波堤灯台 福井県小浜港（沖防波堤南西端）
- 小浜港西防波堤灯台 福井県小浜港（西防波堤外端）
- 小浜港北防波堤灯台 福井県小浜港（北防波堤外端）
- 内浦港防波堤灯台 福井県内浦港（内浦防波堤外端）
- 日向港防波堤灯台 福井県三方郡美浜町（日向港防波堤外端）
- 日向港北防波堤灯台 福井県三方郡美浜町（日向港北防波堤外端）
- 早瀬港防波堤灯台 福井県三方郡美浜町（早瀬港防波堤外端）
- 菅浜港防波堤灯台 福井県三方郡美浜町（菅浜港防波堤外端）
- 敦賀港松栄防砂堤灯台 福井県敦賀港（松栄防砂堤外端）
- 敦賀港金ケ崎灯台 福井県敦賀港（金ケ崎防波堤外端）
- 河野港第二防波堤灯台 福井県南条郡南越前町（河野港第二防波堤外端）
- 甲楽城港第一防波堤灯台 福井県南条郡河野村（甲楽城港第一防波堤外端）
- 甲楽城港北防波堤灯台 福井県南条郡南越前町（甲楽城港北防波堤外端）
- 糠港沖防波堤灯台 福井県南条郡南越前町（糠港沖防波堤外端）
- 越前白浜港第一防波堤灯台 福井県丹生郡越前町（越前白浜港第一防波堤外端）
- 越前港道口沖防波堤南灯台 福井県丹生郡越前町（越前港道口沖防波堤南端）
- 越前港道口島堤灯台 福井県丹生郡越前町（越前港道口島堤外端）
- 越前港大樟沖防波堤灯台 福井県丹生郡越前町（越前港大樟沖防波堤外端）
- 越前港城ヶ谷防波堤灯台 福井県丹生郡越前町（越前港城ヶ谷防波堤外端）
- 越前港新保第二防波堤灯台 福井県丹生郡越前町（越前港新保第二防波堤外端）
- 茱崎港防波堤灯台 福井県丹生郡越廼村（茱崎港防波堤外端）
- 茱崎港第一防波堤灯台 福井県福井市（茱崎港第一防波堤外端）
- 白浜港沖防波堤灯台 福井県福井市（白浜港沖防波堤外端）
- 長橋港沖防波堤灯台 福井県福井市（長橋港沖防波堤外端）
- 福井北防波堤灯台 福井県坂井市福井港福井区（北防波堤外端）
- 福井南防波堤灯台 福井県坂井市福井港福井区（南防波堤外端）
- 三国防波堤灯台 福井県坂井市福井港三国区（三国防波堤外端）

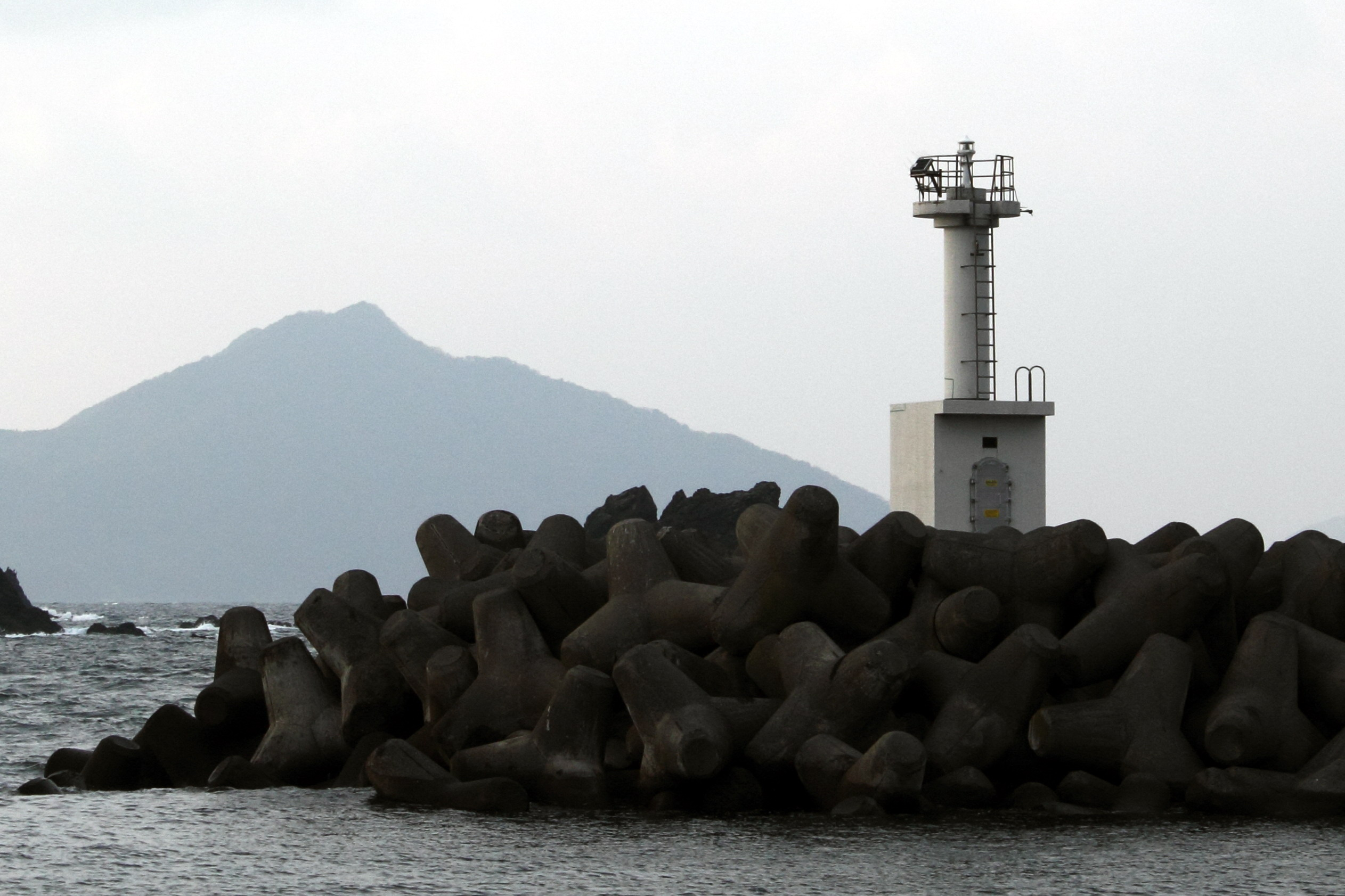
和田港北防波堤灯台
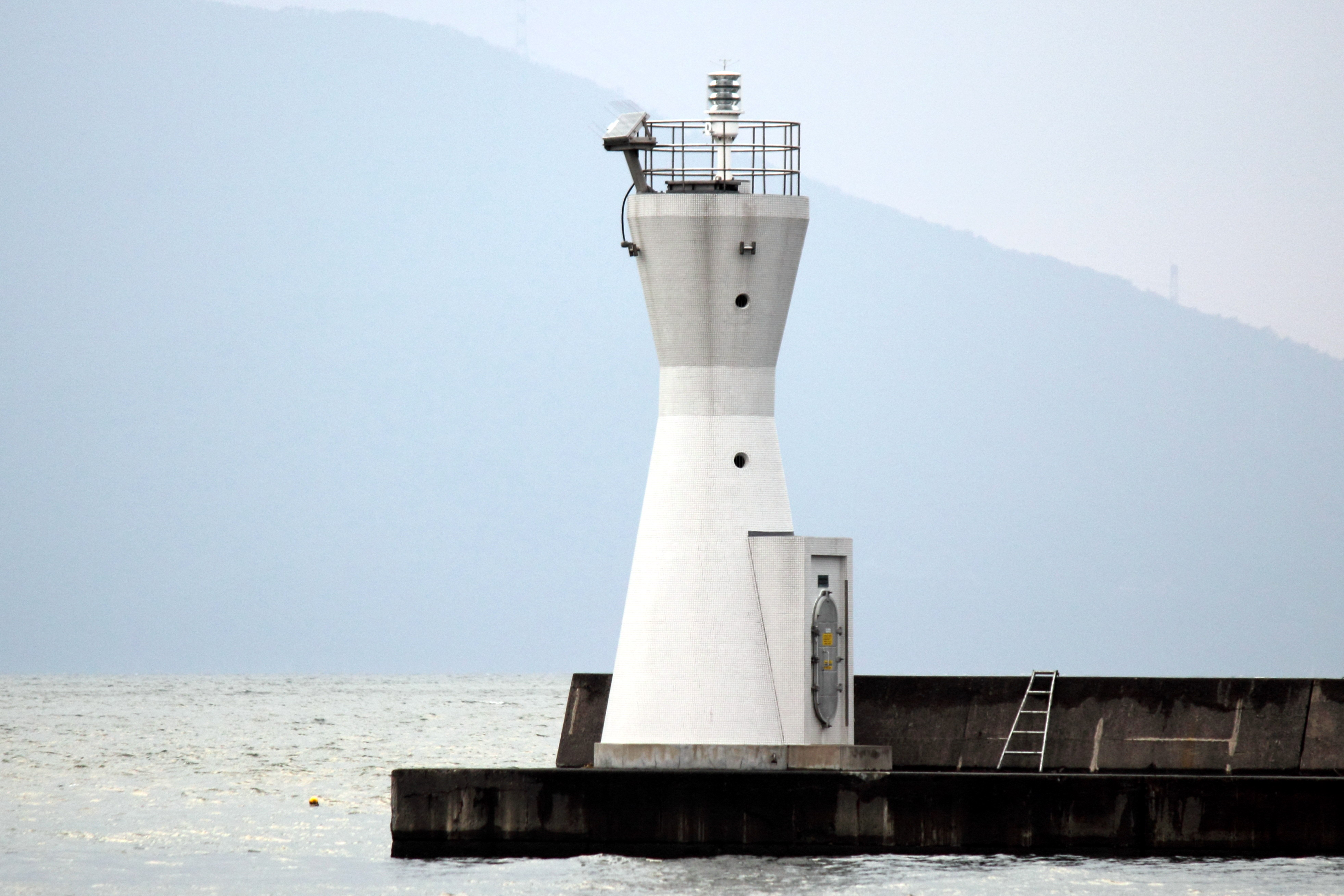
小浜港沖防波堤灯台
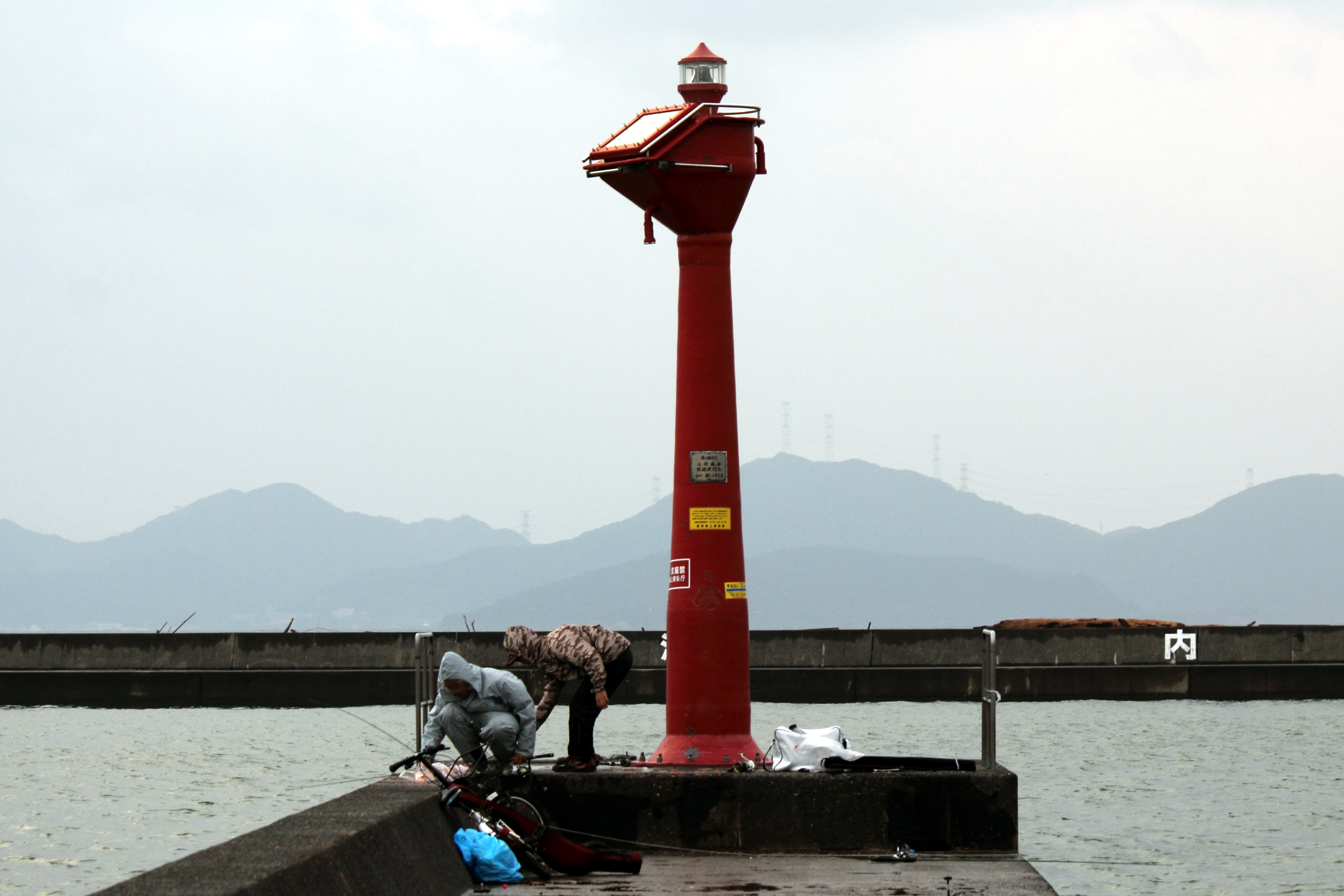
小浜港西防波堤灯台
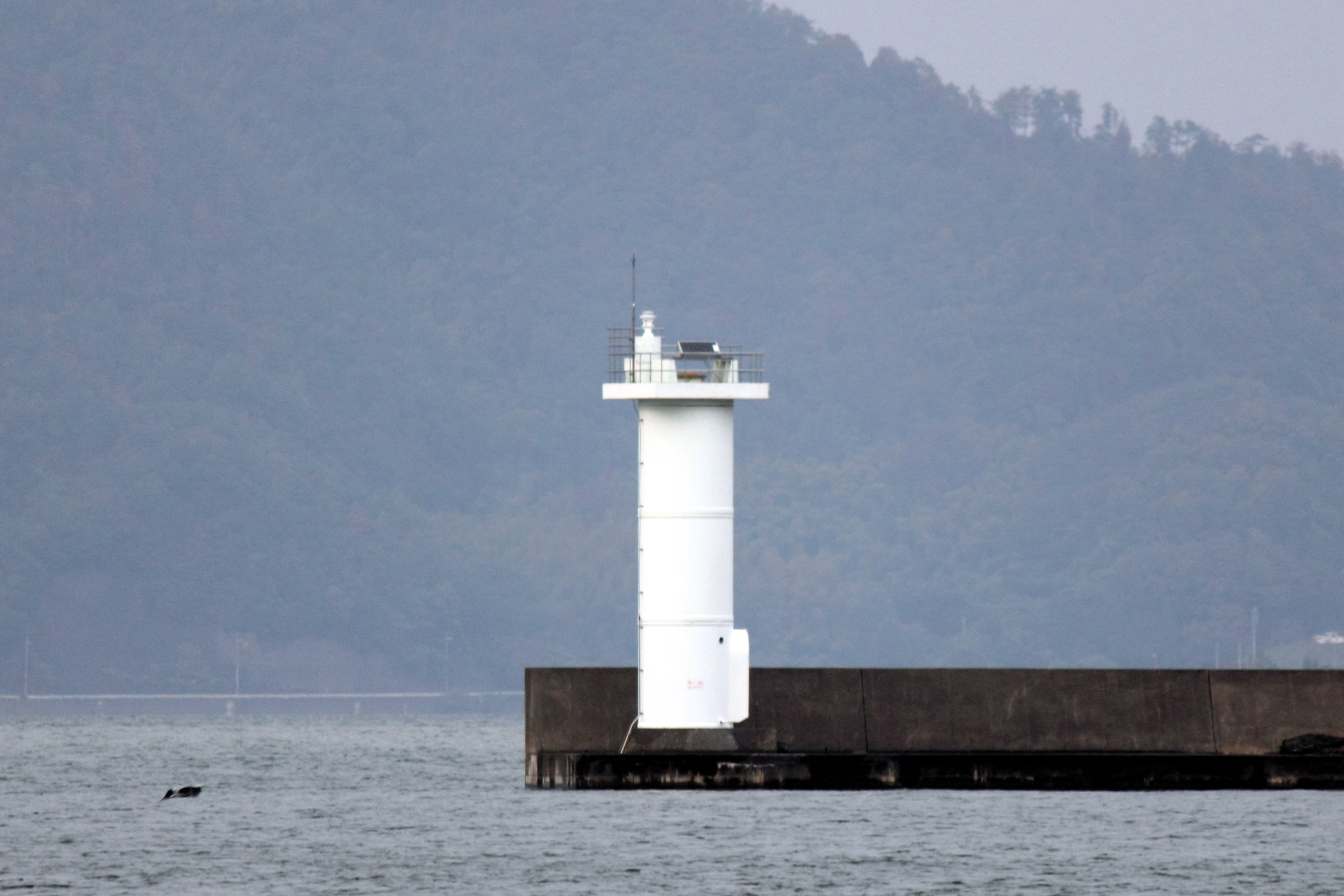
小浜港北防波堤灯台
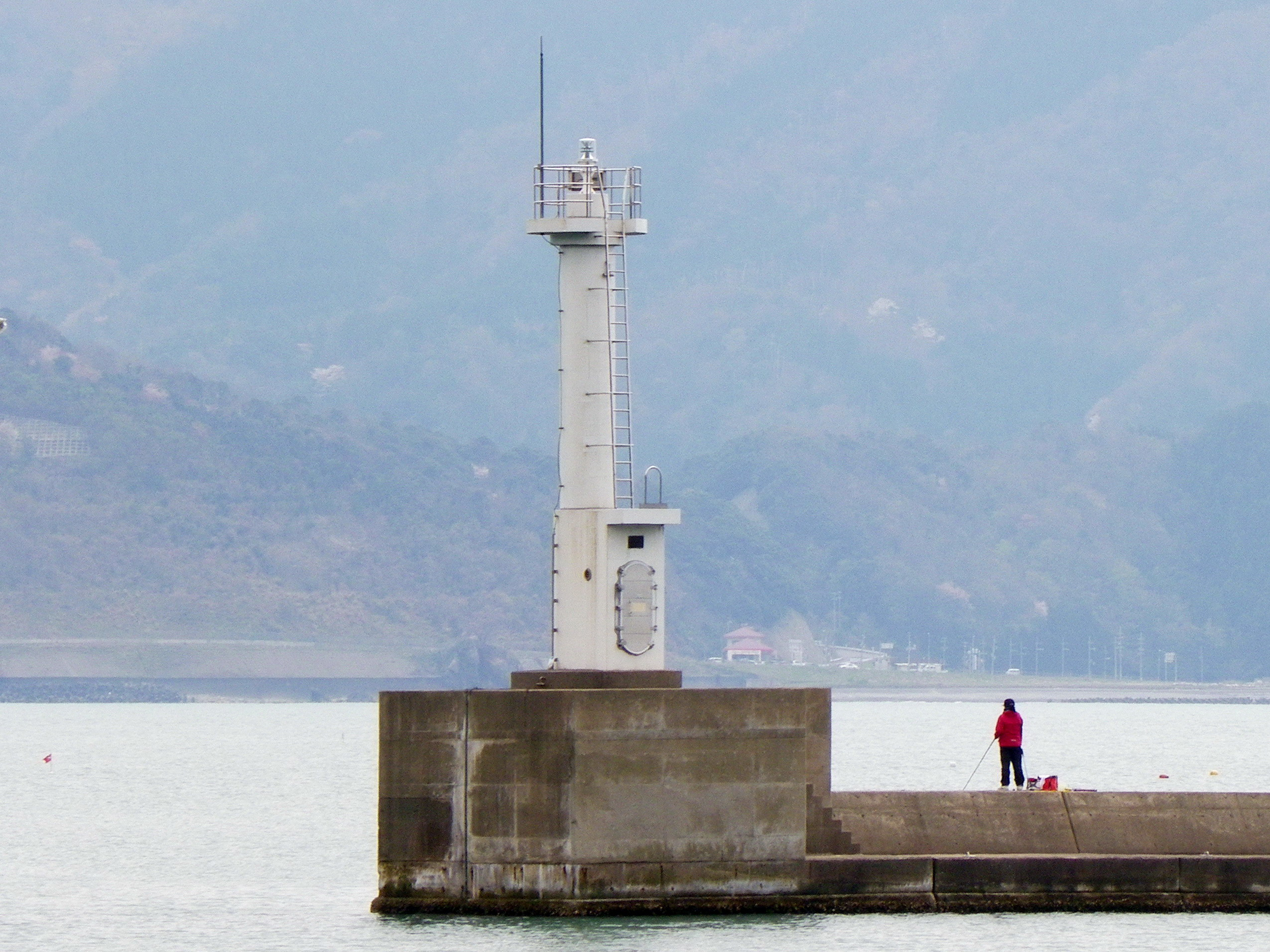
菅浜港防波堤灯台
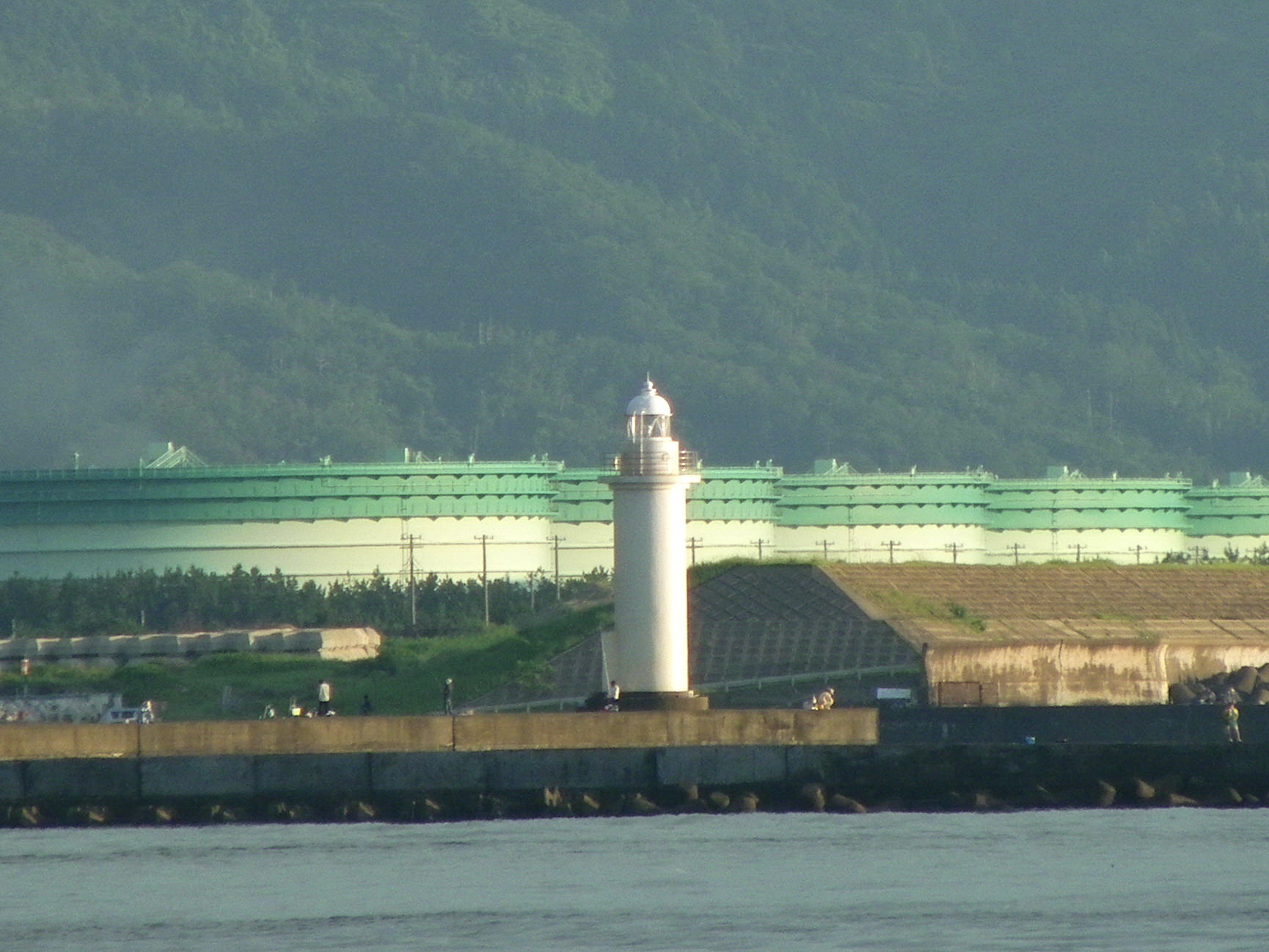
福井北防波堤灯台
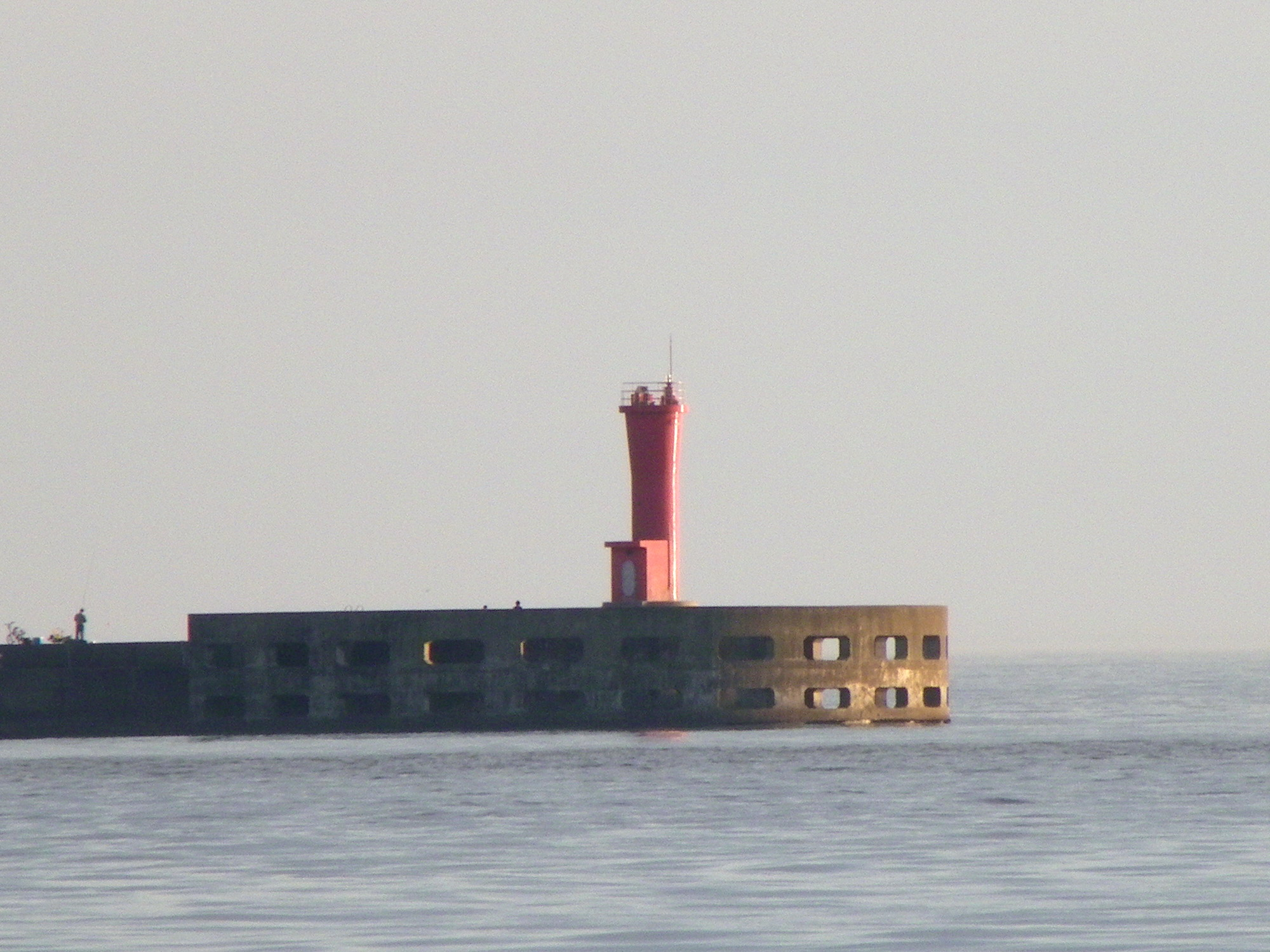
福井南防波堤灯台
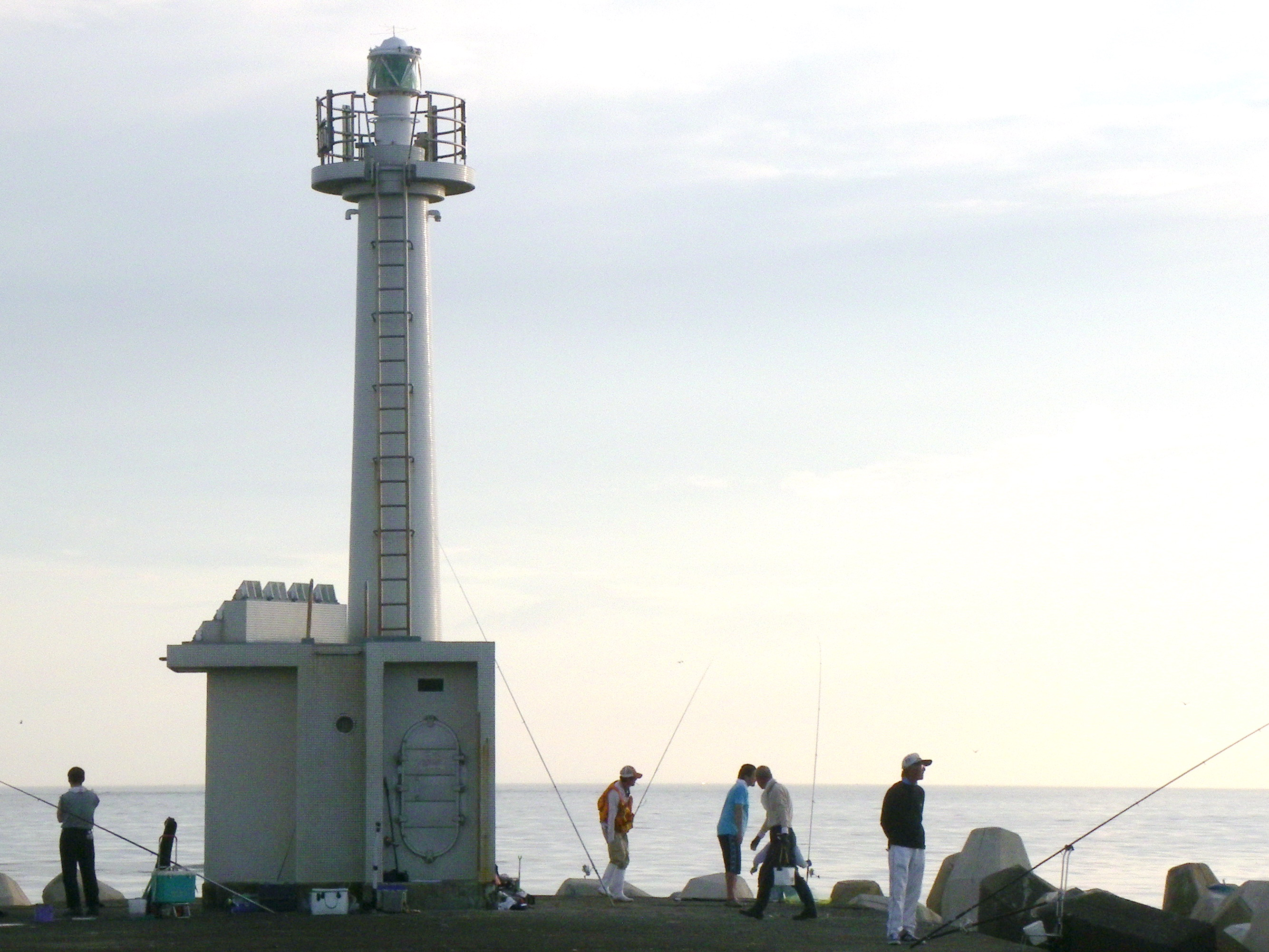
三国防波堤灯台

## 照射灯
- 舟通埼音神礁照射灯 福井県三方郡美浜町（舟通埼灯台）
- 越前白浜港高佐第四防波堤照射灯 福井県丹生郡越前町（干飯埼灯台の北方約700メートル）
- 越前港城ヶ谷防波堤西方照射灯 福井県丹生郡越前町（越前港城ヶ谷防波堤灯台）
- 白浜港沖防波堤西方照射灯 福井県福井市（白浜港沖防波堤灯台）
- 鷹巣港西方照射灯 福井県福井市（鷹巣港灯台）
- 三国防波堤南西方照射灯 福井県坂井市福井港三国区（三国防波堤中央）

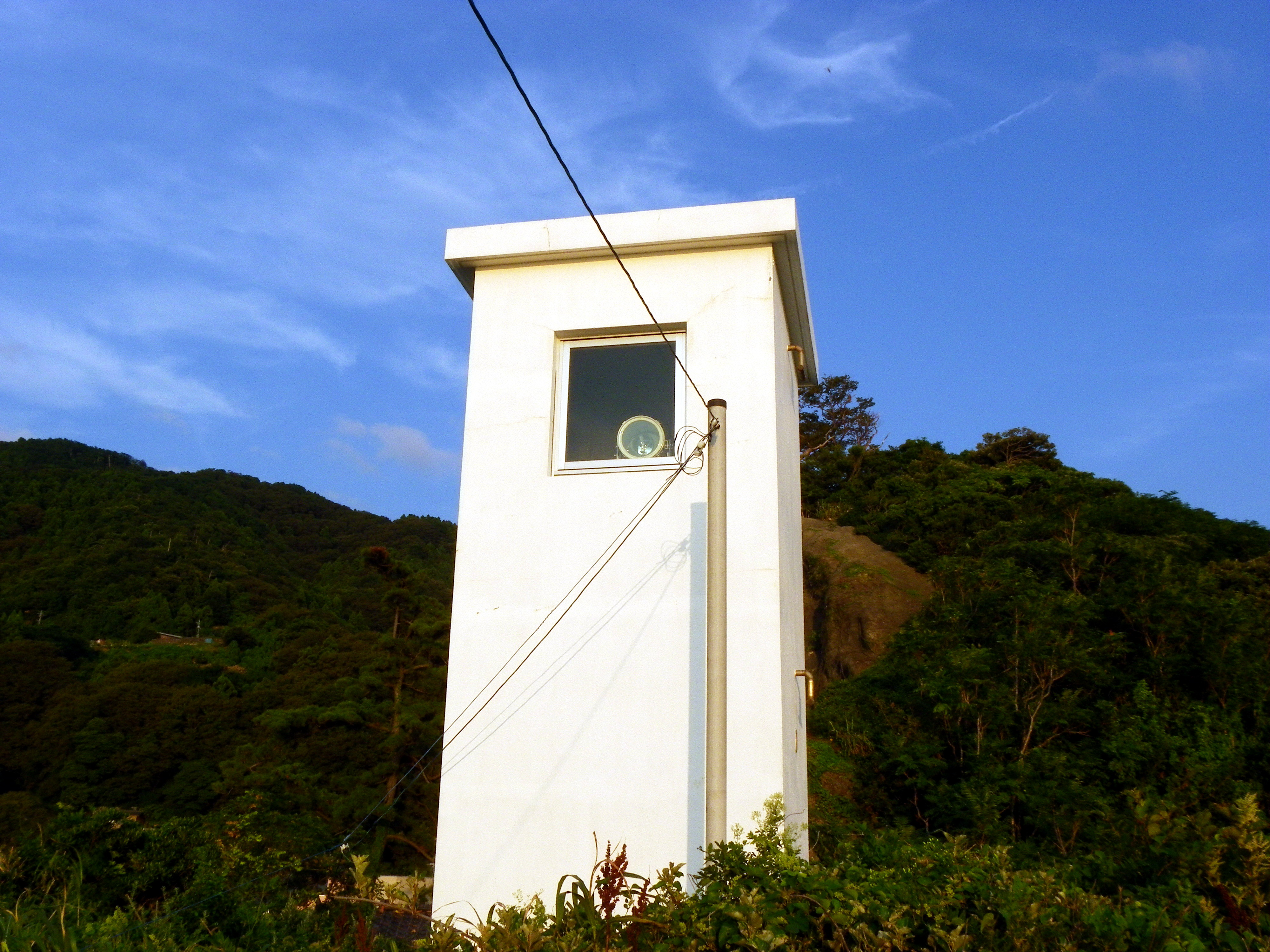
越前白浜港高佐第四防波堤照射灯
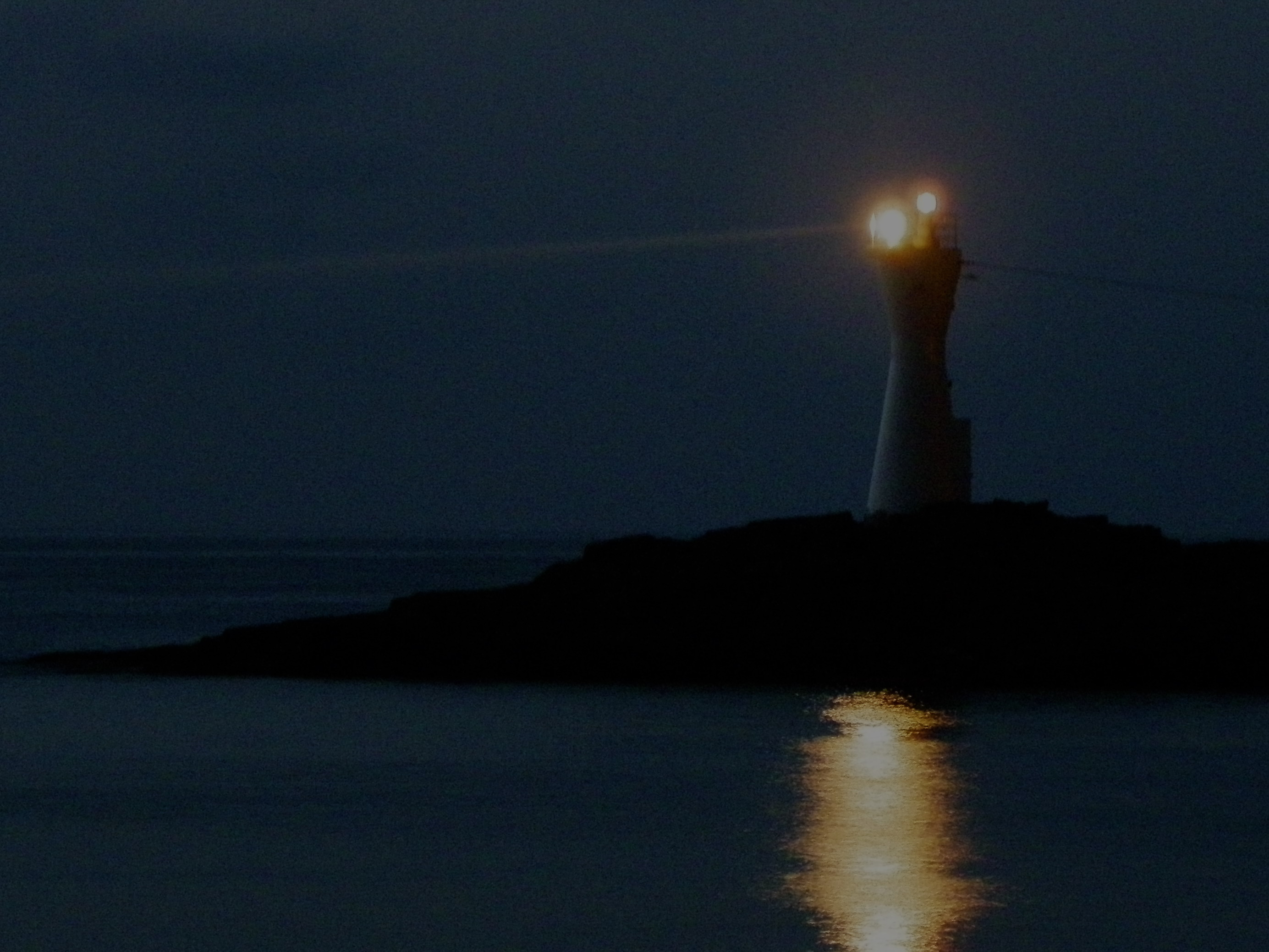
鷹巣港西方照射灯
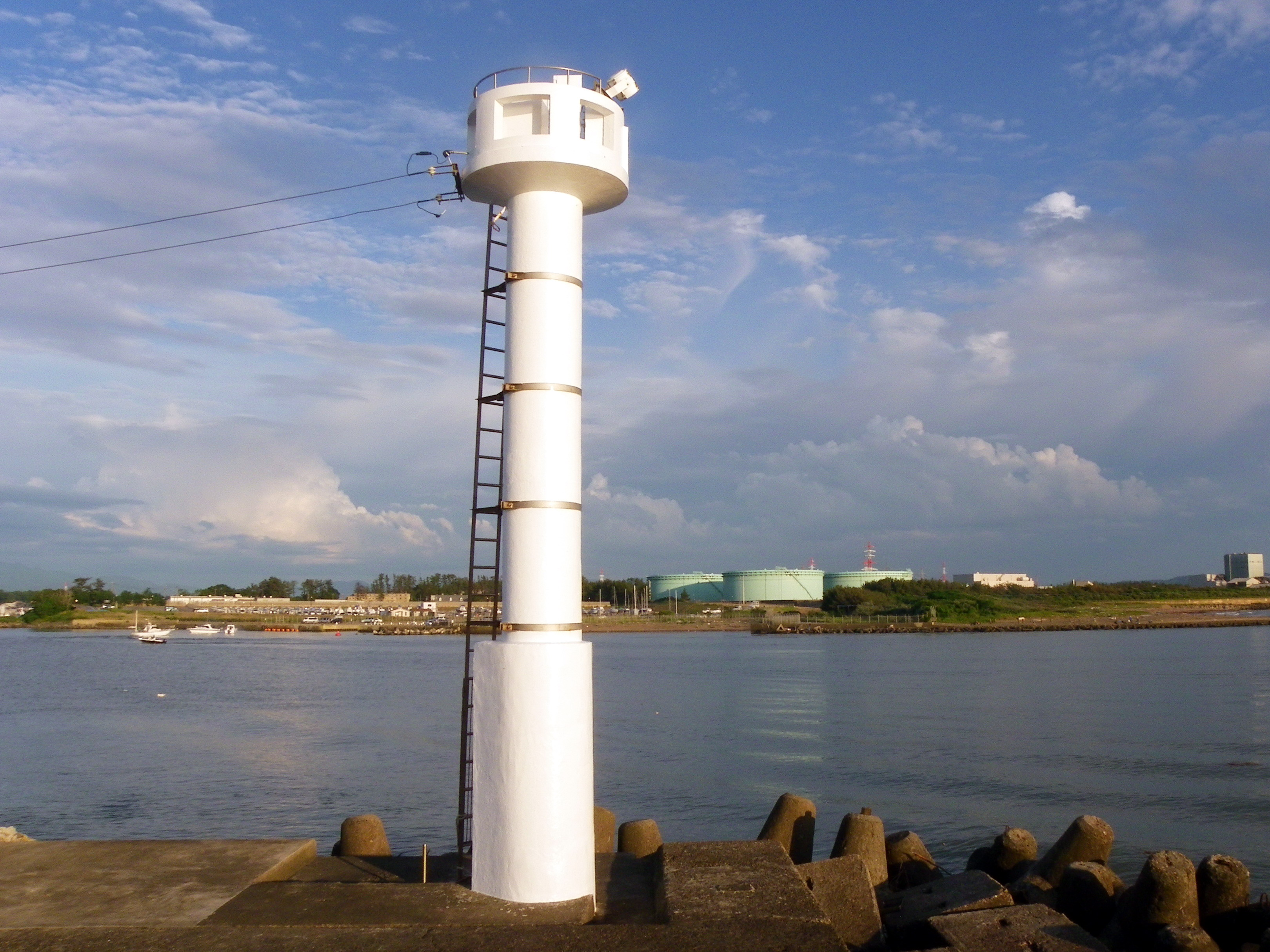
三国防波堤南西方照射灯

## 灯浮標
- 敦賀港湧所埼東方灯浮標 福井県敦賀港第1区（湧所埼の東北東方約560メートル）
- 敦賀港島ノ鼻南東方灯浮標 福井県敦賀港第4区（明神埼の南東方約850メートル）

## 灯標
- 黒グリ灯標 福井県三方上中郡若狭町（黒グリ）

## シーバース灯
- 福井港福井国家石油備蓄基地シーバース灯 福井県福井港福井区（福井南防波堤灯台の南西方約4.0キロメートル）

## 橋梁灯
- 青戸大橋橋梁灯（L2灯） 青戸大橋橋梁灯（C2灯）の南南西方約17メートル
- 青戸大橋橋梁灯（P2灯） 青戸大橋橋梁灯（C2灯）の南南西方約23メートル
- 青戸大橋橋梁灯（C2灯） 福井県和田港（犬見埼の南南西方約160メートル）
- 青戸大橋橋梁灯（C3灯） 福井県和田港（犬見埼の南南西方約110メートル）
- 青戸大橋橋梁灯（L3灯） 青戸大橋橋梁灯（C3灯）の南南西方約19メートル
- 青戸大橋橋梁灯（P3灯） 青戸大橋橋梁灯（C3灯）の南南西方約25メートル
- 青戸大橋橋梁灯（P4灯） 青戸大橋橋梁灯（C2灯）の北北東方約23メートル
- 青戸大橋橋梁灯（R2灯） 青戸大橋橋梁灯（C2灯）の北北東方約17メートル
- 青戸大橋橋梁灯（P5灯） 青戸大橋橋梁灯（C3灯）の北北東方約25メートル
- 青戸大橋橋梁灯（R3灯） 青戸大橋橋梁灯（C3灯）の北北東方約19メートル